# Pandanus danckelmannianus
Pandanus danckelmannianus är en enhjärtbladig växtart som beskrevs av Karl Moritz Schumann. Pandanus danckelmannianus ingår i släktet Pandanus och familjen Pandanaceae. Inga underarter finns listade.